# Steinkohlebergwerk Carmichael
Das Steinkohlebergwerk Carmichael ist ein seit Ende 2021 in Betrieb befindliches Bergwerk der Indischen Adani Group im Galilee-Becken in Australien. Mit einem genehmigten Abbauvolumen von 60 Millionen Tonnen Kohle pro Jahr über sechzig Jahre wäre es eines der größten Bergwerke weltweit. Nachdem die Adani Group Probleme bei der Kapitalbeschaffung hatte, wurde die geplante Abbaumenge pro Jahr auf 27,5 Millionen Tonnen reduziert. Das Bergwerk sollte ursprünglich 2014 in Betrieb gehen und mit einer Abbaumenge von zwei Millionen Tonnen Kohle im ersten Jahr starten. Die Kohle soll zu einem großen Teil nach Indien verschifft werden und zur Energieerzeugung für Indien, China, Malaysia und Vietnam genutzt werden.

## Lage und Kohlevorkommen
Das Bergwerk befindet sich im Galilee-Becken im australischen Bundesstaat Queensland, laut Schätzung des Unternehmens sind auf dem 26.000 Hektar großen Abbaugebiet 7,8 bis 8,3 Milliarden Tonnen Steinkohle mit einem durchschnittlichen Energiegehalt von 23 MJ/kg verfügbar.

## Projektbestandteile

### Bergwerk
Das Bergwerk ist (Stand 2014) in fünf Untertagebau-Betriebspunkte mit einer Kapazität von zwanzig Millionen Tonnen im Jahr sowie sechs Tagebaustätten mit einer Kapazität von vierzig Millionen Tonnen im Jahr aufgeteilt. Die Fläche des Bergwerks mit Abraumhalden und Infrastruktur soll 44.760 Hektar betragen. Über eine Laufzeit von sechzig Jahren sollen 2.326.545.993 Tonnen Kohle abgebaut werden (Stand 2014). Auch ein Dorf für die Mitarbeiter, ein Flughafen und Infrastruktur zur Bereitstellung von bis zu 12,5 Milliarden Litern Wasser pro Jahr sollen (Stand 2014) errichtet werden.

### Bahnlinie
Die ursprüngliche Bahnstrecke sollte über 388 Kilometer in Normalspurweite bis zum Hafen Abbot Point führen. Adani kündigte im September 2018 angesichts von Finanzierungsproblemen des gesamten Projekts an, nach 189 Kilometern an das bereits vorhandene Kapspur-Schienennetz anzuknüpfen. Durch die Reduzierung der Spurweite hat sich auch die Transportkapazität der Strecke reduziert; für das reduzierte Abbauvolumen von 27,5 Millionen Tonnen soll sie laut Adani aber ausreichen. An der Errichtung sind auch deutsche Firmen beteiligt, so liefert Siemens die Signaltechnik.

### Hafenerweiterung
Für die abgebaute Kohle muss der Hafen Abbot Point, dessen Betreiber ebenfalls zur Adani Group gehört, erheblich erweitert werden; 1,1 Millionen Kubikmeter Schlamm sind dafür auszuheben. Nach der Erweiterung ist der Hafen 20 Kilometer vom Great Barrier Reef entfernt.

## Geschichte
Adani legte im Oktober 2010 erste Pläne für die Kohlemine vor, die ursprünglich eine Laufzeit von 150 Jahren und eine Bahnverbindung zu einem der beiden oder beiden Häfen Abbot Point und Hay Point vorsahen. Abhängig vom genutzten Hafen sollte das Projekt über die gesamte Laufzeit eine Investition von 26,5 bis 33,3 Milliarden Dollar erfordern, 2014 mit einem Abbauvolumen von 2 Millionen Tonnen Kohle pro Jahr in Betrieb gehen und bis 2022 auf 60 Millionen Tonnen pro Jahr gesteigert werden. 2013 wurde die Laufzeit auf 90 Jahre und 2014 auf 60 Jahre reduziert, die nötigen Investitionen sanken auf 16,5 Milliarden Dollar und der Wasserbedarf erhöhte sich von 9,3 auf 12,5 Gigaliter pro Jahr. Der Kohleabbau sollte 2016 beginnen, aber der Termin konnte wegen fehlender Genehmigungen nicht gehalten werden. Adani erhielt am 8. Mai 2014 die Genehmigung des Generalkoordinators von Queensland für den Bau des Bergwerks unter der Auflage von 190 Bedingungen.

## Arbeitsplätze und Wirtschaftlichkeit

### Arbeitsplätze
Die Zahl der zu schaffenden Arbeitsplätze hat sich über die Jahre immer weiter reduziert. In den ersten Plänen von 2010 sollten für den Betrieb der Mine 5.000 Arbeitsplätze und für den Betrieb der Bahnlinie 120 Arbeitsplätze entstehen. Nach mehrfacher Reduktion der Betriebszeit und des jährlichen Abbauvolumens werden für den Betrieb der Mine und der Bahnlinie nur noch zwischen 800 und 1.500 Arbeitsplätze erwartet.

## Auswirkungen auf Umwelt und Klima
Durch die Verbrennung, den Transport und die Aufbereitung der Kohle entstehen bei einem Abbauvolumen von 2.326.545.993 Tonnen Kohle über 60 Jahre maximal 4.729.988.241 Tonnen CO2 Äquivalente. Diese Menge entspricht 0,53–0,56 % des weltweiten CO2-Budgets bezogen auf den Wert von 2015, um die 2°C-Grenze des Pariser Klimaabkommens nicht zu überschreiten. Auf dem Stand Januar 2019 mit einem Restbudget von 334 Gigatonnen und die 1,5°C-Grenze bezogen, entspricht dies 1,4%.

## Proteste gegen das Bergwerk
Seit Beginn der Planung wird das Projekt von Anwohnern, Politikern, indigenen Gruppen und Umweltverbänden in vielen Ländern kritisiert. Sie befürchten negative Folgen für das Klima, das Grundwasser, das Great Barrier Reef sowie viele Tierarten.

### Beteiligung von Siemens
Die Siemens AG hat im Dezember 2019 bestätigt, dass ein Auftrag zur Lieferung von Signaltechnik für die Bahnstrecke erteilt worden ist. Dies stieß weltweit auf Kritik, woraufhin der Konzernchef Joe Kaeser eine öffentliche Stellungnahme ankündigte. Am Freitag, dem 10. Januar 2020, fanden von Fridays for Future in ganz Deutschland Proteste gegen den Siemens-Auftrag statt; eine Petition mit über 57.000 Unterschriften gegen den Auftrag wurde übergeben. Kaeser erklärte sich zu einem Gespräch mit der Klimaaktivistin Luisa Neubauer bereit; Siemens kündigte eine baldige Entscheidung über die Fortführung des Auftrags an. Nachdem Kaeser mitteilte, dass Siemens an der Beteiligung festhalten werde, kam es am 13. Januar 2020 zu weiteren Protesten.